# Episodi di Les Mystères de l'amour (ventisettesima stagione)
La ventisettesima stagione della serie televisiva Les Mystères de l'amour è andata in onda in Francia dal 10 ottobre 2021 al 22 gennaio 2022 sul canale Telemontecarlo.
In Italia è inedita.
| nº | Titolo originale               | Titolo italiano | Prima TV Francia | Prima TV Italia |
| -- | ------------------------------ | --------------- | ---------------- | --------------- |
| 01 | Problèmes à l’affiche          |                 | 10 ottobre 2021  |                 |
| 02 | Une fête extraordinaire        |                 | 16 ottobre 2021  |                 |
| 03 | Police police police           |                 | 17 ottobre 2021  |                 |
| 04 | Nouvelles inquiétantes         |                 | 23 ottobre 2021  |                 |
| 05 | Intrusions                     |                 | 24 ottobre 2021  |                 |
| 06 | Coup de poker                  |                 | 30 ottobre 2021  |                 |
| 07 | Nuit d'ivresse                 |                 | 31 ottobre 2021  |                 |
| 08 | les mains en l’air             |                 | 6 novembre 2021  |                 |
| 09 | Périls nocturnes               |                 | 7 novembre 2021  |                 |
| 10 | Monnaie d’échange              |                 | 13 novembre 2021 |                 |
| 11 | Ma fille mon trésor            |                 | 14 novembre 2021 |                 |
| 12 | Angoisse à Love Island         |                 | 20 novembre 2021 |                 |
| 13 | Décision nocturne              |                 | 21 novembre 2021 |                 |
| 14 | Mystérieuse explosion          |                 | 27 novembre 2021 |                 |
| 15 | Poésie en danger               |                 | 28 novembre 2021 |                 |
| 16 | Mission et démission           |                 | 4 dicembre 2021  |                 |
| 17 | L'ombre du déshonneur          |                 | 5 dicembre 2021  |                 |
| 18 | Problèmes en cascade           |                 | 11 dicembre 2021 |                 |
| 19 | En attendant Noël              |                 | 12 dicembre 2021 |                 |
| 20 | Un père noël de trop, partie 1 |                 | 18 dicembre 2021 |                 |
| 21 | Un père noël de trop, partie 2 |                 | 19 dicembre 2021 |                 |
| 22 | Sombres pressentiments         |                 | 8 gennaio 2022   |                 |
| 23 | Bruits de couloirs             |                 | 9 gennaio 2022   |                 |
| 24 | Cas de conscience              |                 | 15 gennaio 2022  |                 |
| 25 | Perte de connaissance          |                 | 16 gennaio 2022  |                 |
| 26 | La nuit des mystères           |                 | 22 gennaio 2022  |                 |